# Apusorus

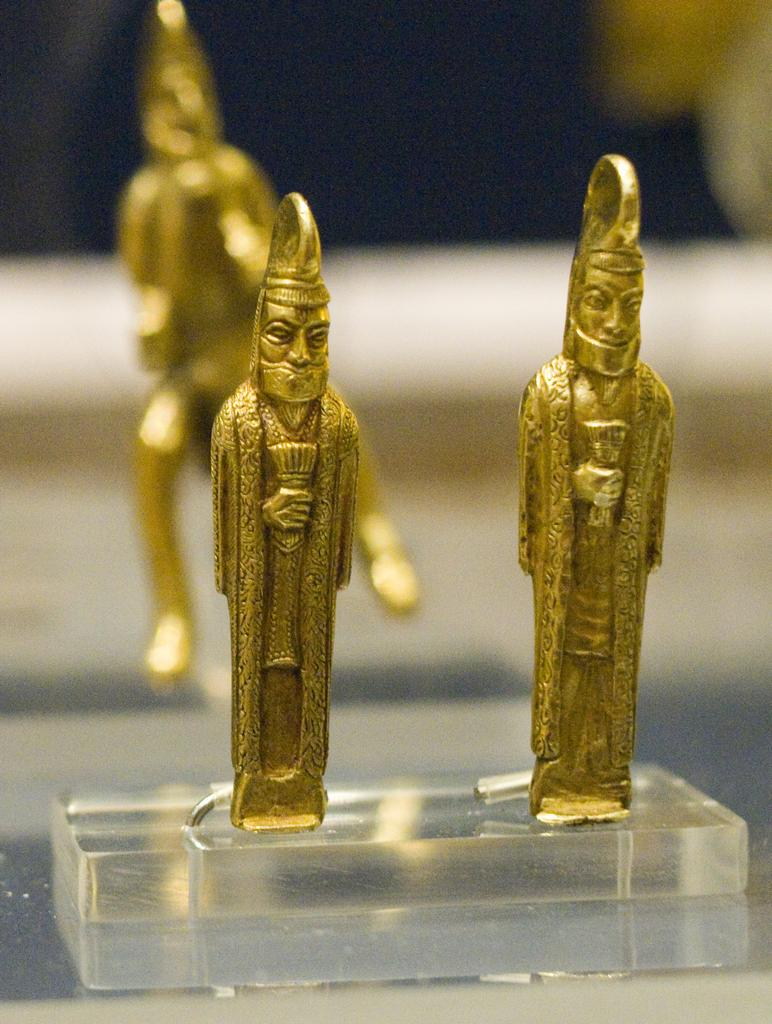
Goldstatuen von Magern aus dem Oxus-Schatz, 1. Jahrtausend v. Chr.

Apusorus aus Medien war einer der wenigen namentlich überlieferten zoroastrischen Mag(i)er des Altertums.
Bei Plinius dem Älteren wird Apusorus im 1. Jahrhundert n. Chr. gemeinsam mit Zaratus, ebenfalls aus Medien, sowie Marmarus und Arabantiphocus aus Babylon und Tarmoendas aus Assyrien als einer der Mager genannt, von denen schon damals nur die Namen überliefert waren. In der Passage gibt Plinius nicht direkt seine Quelle an, kurz davor spricht er aber von Hermippos als Gewährsmann für sein Wissen über Zoroaster. Hermippos wiederum, der im 3. Jahrhundert v. Chr. schrieb, hatte direkten Zugriff auf die Bibliothek von Alexandria, aus der er Wissen über die persischen Magier beziehen konnte, das er für ein Buch Über die Magier nutzte. Dieses könnte Plinius als Quelle für die Namen der Mager gedient haben.
Es handelt sich um einen wahrscheinlich durch die Überlieferung entstellten vermutlich iranischen, vielleicht medischen Namen, dessen ursprüngliche Form ungewiss ist.